# Maria Theresa av Portugal

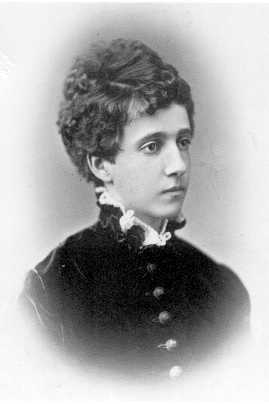
Maria Theresa av Portugal

Maria Theresa av Portugal, född 25 augusti 1855, död 12 februari 1944, ärkehertiginna av Österrike-Ungern; gift 1873 med ärkehertig Karl Ludwig av Österrike. Dotter till Mikael I av Portugal och Adelheid av Löwenstein-Wertheim-Rosenberg. Hon var svägerska till kejsar Frans Josef, styvmor till Franz Ferdinand och styvfarmor till kejsar Karl I av Österrike.
Maria Theresa ansågs vara en av Europas vackraste kvinnor. Hennes äktenskap blev olyckligt på grund av att maken utsatte henne för brutalitet och trakasserier. Efter år 1889, då kejsarinnan Elisabeth slutade representera, övertog Maria Theresa hennes representationsuppgifter vid kejsarens sida fram till makens död 1896 och var som sådan en känd offentlig person. Som de facto kejsarinna lyckades hon få en socialt inflytelserik maktposition vid hovet.
Efter makens död 1896 krävde etiketten att hon skulle dra sig tillbaka från offentligheten, men hon tilltroddes fortfarande ha en stark ställning. Hon tillbringade vintern i Wien och sommaren i Böhmen.
Maria Theresa stödde aktivt sin styvsons äktenskap med Sophie von Chotek år 1900. Hon ryktades en tid ha planer på att gifta sig med sin hovmarskalk greve Cavriani, något som ansågs skandalöst, men som accepterades på grund av hennes starka sociala ställning; det visade sig dock inte stämma.
Vid monarkins avskaffande efter första världskriget 1919 följde hon med den före detta kejsarfamiljen till Schweiz och Madeira, men återvände snart till Wien, där hon levde resten av sitt liv.